# Отранто
Отранто (итал. Otranto) град је у југоисточној Италији. То је градић у оквиру округа Леће у оквиру италијанске покрајине Апулија.
Отранто је дао име Отрантским вратима, путем којих је Јадранско море повезано са остатком Средоземља. Такође, Отранто је и најисточније положен град у целој Италији.

## Природне одлике
Град Отранто налази се у крајње југоисточном делу Италије, на 120 км југоисточно од Барија. Град је смештен на апулијском полуострву Саленто. Град гледа на Отрантска врата, која спајају Јадранско и Јонско море. 

## Географија
| Клима (Отранто)            | Клима (Отранто) | Клима (Отранто) | Клима (Отранто) | Клима (Отранто) | Клима (Отранто) | Клима (Отранто) | Клима (Отранто) | Клима (Отранто) | Клима (Отранто) | Клима (Отранто) | Клима (Отранто) | Клима (Отранто) | Клима (Отранто) |
| Показатељ \ Месец          | .Јан.           | .Феб.           | .Мар.           | .Апр.           | .Мај.           | .Јун.           | .Јул.           | .Авг.           | .Сеп.           | .Окт.           | .Нов.           | .Дец.           | .Год.           |
| -------------------------- | --------------- | --------------- | --------------- | --------------- | --------------- | --------------- | --------------- | --------------- | --------------- | --------------- | --------------- | --------------- | --------------- |
| Средњи максимум, °C (°F)   | 12,6 (54,7)     | 13,2 (55,8)     | 15,0 (59)       | 18,3 (64,9)     | 22,6 (72,7)     | 26,8 (80,2)     | 29,2 (84,6)     | 29,6 (85,3)     | 26,2 (79,2)     | 21,8 (71,2)     | 17,6 (63,7)     | 14,2 (57,6)     | 29,6 (85,3)     |
| Средњи минимум, °C (°F)    | 5,6 (42,1)      | 5,8 (42,4)      | 7,2 (45)        | 9,5 (49,1)      | 13,1 (55,6)     | 17,0 (62,6)     | 19,5 (67,1)     | 19,9 (67,8)     | 17,3 (63,1)     | 13,7 (56,7)     | 9,9 (49,8)      | 7,1 (44,8)      | 5,6 (42,1)      |
| Количина падавина, mm (in) | 71 (28)         | 60 (23,6)       | 65 (25,6)       | 40 (15,7)       | 33 (13)         | 20 (7,9)        | 16 (6,3)        | 22 (8,7)        | 49 (19,3)       | 80 (31,5)       | 97 (38,2)       | 74 (29,1)       | 627 (246,9)     |
| [ тражи се извор ]         |                 |                 |                 |                 |                 |                 |                 |                 |                 |                 |                 |                 |                 |

## Становништво
Према резултатима пописа становништва 2011. у општини је живело 5.622 становника.
| 1931. | 1936. | 1951. | 1961. | 1971. | 1981. | 1991. | 2001. | 2011. |
| ----- | ----- | ----- | ----- | ----- | ----- | ----- | ----- | ----- |
| 2.897 | 3.033 | 3.409 | 4.309 | 4.151 | 4.803 | 5.114 | 5.282 | 5.622 |

Отранто данас има око 5.500 становника, махом Италијана. Последњих деценија број становника у граду расте.

## Галерија
- Катедрала у Отранту
- Нормански замак
- Туристичка зона Отранта
- Стари део града